# Waterloo (South Carolina)
Waterloo is een plaats (town) in de Amerikaanse staat South Carolina, en valt bestuurlijk gezien onder Laurens County.

## Demografie
Bij de volkstelling in 2000 werd het aantal inwoners vastgesteld op 203.
In 2006 is het aantal inwoners door het United States Census Bureau geschat op 204, een stijging van 1 (0,5%).

## Geografie
Volgens het United States Census Bureau beslaat de plaats een oppervlakte van
3,6 km², geheel bestaande uit land. Waterloo ligt op ongeveer 156 m boven zeeniveau.

## Plaatsen in de nabije omgeving
De onderstaande figuur toont nabijgelegen plaatsen in een straal van 20 km rond Waterloo.